# RurUfer-Radweg
De RurUfer-Radweg (Roeroeverfietsroute) is een langeafstandsfietsroute in België, Duitsland en Nederland. De route volgt de Roer (Duits: Rur) van de bron in de Ardennen bij Signaal van Botrange tot de monding in de Maas bij Roermond. Het traject is bewegwijzerd in twee richtingen.

## Traject
De route begint in de Ardennen bij de bron van de Roer. Net over de grens met Duitsland in Kalterherberg kruist de route de Vennbahn. De route volgt de rivier en voert langs de Roerdaldam. Tussen Heimbach en Kreuzau loopt de route parallel met de EuroVelo EV3 Pelgrimsroute en de Waterkastelenroute. In Jülich wordt de Waterkastelenroute nogmaals gekruist.
Het laatste deel van de route loopt door Nederland, waar de Roer uitmondt in de Maas. Hier kan worden aangesloten op de EuroVelo EV19 Maasroute en de LF Maasroute.

## Aansluitingen met Europese routes
- Tussen Heimbach en Kreuzau loopt de route parallel met de EuroVelo EV3 Pelgrimsroute.
- In Roermond kan worden aangesloten op de EuroVelo EV19 Maasroute.

## Aansluitingen met andere routes
- In Kalterherberg kruist de route de Vennbahn.
- Tussen Heimbach en Kreuzau loopt de route parallel met de Waterkastelenroute.
- In Jülich kruist de route de Waterkastelenroute.
- In Roermond kan worden aangesloten op de LF Maasroute.
- Op elk willekeurig punt kan gebruik worden gemaakt van het fietsroutenetwerk ter plaatse.